# William Waldegrave, 1. baron Radstock
William Waldegrave, 1. baron Radstock (William Waldegrave, 1st Baron Radstock of Castletown) (9. července 1753 – 20. srpna 1825, Londýn, Anglie) byl britský admirál ze starobylého šlechtického rodu Waldegrave. Od mládí sloužil u Royal Navy, zúčastnil se válek v koloniích a v Evropě, nakonec dosáhl hodnosti admirála a titulu barona. V této linii rod Waldegrave vymřel v roce 1953.

## Životopis
Pocházel ze starobylé šlechtické rodiny, byl druhorozeným synem generála 3. hraběte Waldegrave, po matce Elizabeth Leveson-Gower (1723-1784) byl spřízněn s tehdy vlivnou rodinou Leveson-Gower Studoval v Etonu a od roku 1766 sloužil u Royal Navy, původně ve Středomoří, později v Indii. V rychlém sledu dosáhl hodností poručíka (1775) a kapitána (1776), z Indie se ze zdravotních důvodů vrátil do Anglie, ale již v roce 1778 se aktivně zapojil do války proti USA. Po skončení války založil rodinu a cestoval po Evropě. Do aktivní služby vstoupil znovu v době francouzských revolučních válek, postupně dosáhl hodnosti kontradmirála (1794) a viceadmirála (1795). V roce 1797 byl jedním z velitelů v bitvě u mysu Sv. Vincenta, poté odmítl nabídnutý titul baroneta. V letech 1797–1800 byl velitelem a guvernérem v kanadské provincii Newfoundland, kde se krátce po příchodu musel vypořádat s námořní vzpourou a po jejím potlačení vyžadoval přísnou disciplínu i mimo své kompetence u vojáků pozemní armády. Zároveň se věnoval charitě a založil Výbor pro pomoc chudým. Po návratu z Kanady obdržel titul barona Radstocka (1802, s platností pouze pro Irsko) a na odchodu do výslužby byl povýšen na admirála. Po skončení napoleonských válek získal velkokříž Řádu lázně (1815).
Jako námořní důstojník nijak zvlášť nevynikal, jeho rychlá kariéra byla důsledkem příslušností k vysoké šlechtě, služební postup na základě šlechtického původu v té době kritizoval jeho nadřízený v bitvě u mysu Svatého Vincenta admirál Jervis.
V Turecku se v roce 1785 oženil s Cornelií van Leep (1763–1839), dcerou nizozemského obchodníka. Měli spolu šest dětí, čtyři dcery a dva syny. Starší syn Granville George Waldegrave, 2. baron Radstock (1786–1857), byl dědicem baronského titulu a v námořnictvu dosáhl hodnosti viceadmirála, mladší syn William Waldegrave (1796–1838) byl námořním kapitánem.